# Третье решение
«Третье решение» — итальянский политический триллер 1988 года режиссёра Паскуале Скуитьери по роману «Вторники дьявола» Энцо Руссо.

## Сюжет
Вторая половина 1980-х годов, с началом «перестройки» и потеплением отношений между СССР и Западом Папа Римский планирует примирительную встречу с главой Русской Православной Церкви — событие, которого ждали многие поколения. Но внезапно, как раз в тот момент, когда Папа обращается к толпам верующих на площади Рима, украинец убивает монахиню. Инцидент ставит под угрозу предстоящие переговоры.
Глава американского дипломатического корпуса (монахиня была американкой и, как позже выясняется, агентом ЦРУ) поручает расследование убийства одному из своих подчиненных — молодому атташе посольства США в Риме Марку Хендриксу.
Расследование приводит его в Папский восточный институт и его подразделение — управляемый иезуитами колледж Руссикум — центр по изучению России в Ватикане, где отец Карафа выступает за визит папы, а отец Исидоро против поездки, опасаясь ущерба, который она нанесет украинской церкви.
Марк Хендрикс оказывается втянутым в интригу международного масштаба. Здесь замешаны ЦРУ, КГБ, итальянскики спецслужбы, жанадрмерия Ватикана, религиозные интриганы разных конфессий. Расследование запутывается в паутине интриг наполненной агентами и двойными агентами. И когда кажется, что противоречиям не будет конца и мир находится на грани ядерной войны, всё завершается самым неожиданным образом — Третьим решением, существованием секретного договора между Ватиканом и Кремлём, отголоском тайны Фатимы и Посвящения России.

## В ролях
- Трит Уильямс — Марк Хендрикс
- Ф. Мюррей Абрахам — Карафа, священник
- Дэнни Айелло — Джордж Шерман
- Рита Русич — Александра
- Роберт Балчус — Майкл Весслинг
- Россано Брацци — Марини
- Найджел Корт — Ханема, священник
- Леопольдо Мастеллони — Исидоро, священник
- Эрманно Де Бьяджи — Себлер, священник
- Луиджи Монтини — Мария Бакса
- Альберто Капоне — Келлер
- Рада Рассимов — эпизод
- Мария Бакса — эпизод

## Критика
Фильм прошёл почти не замеченный критикой, журнал «Filmdienst» описал его как: «запутанный… во многом непонятный и скучный».